# Porsche Boxster

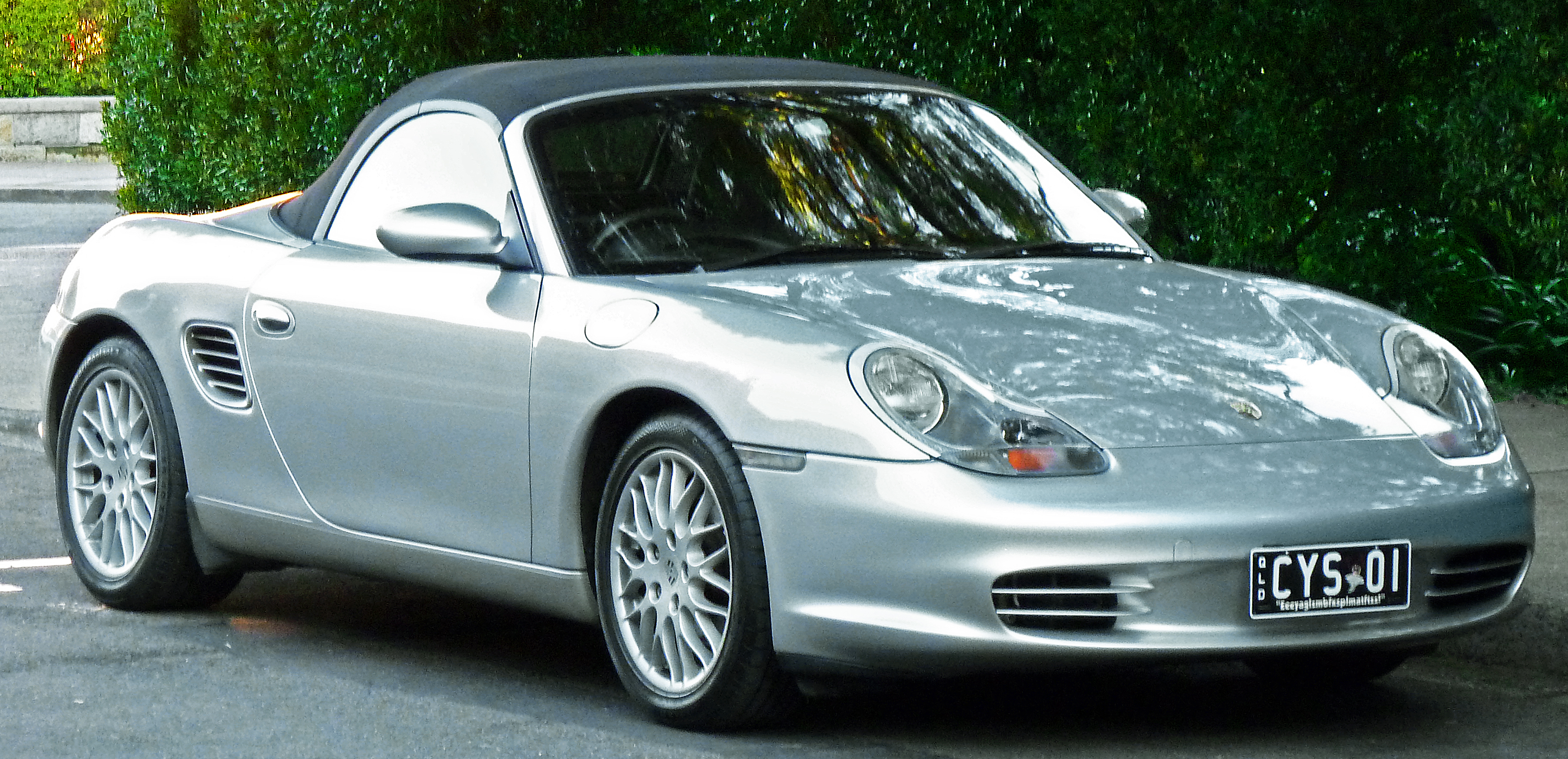
Porsche Boxster (986), eerste generatie Boxster

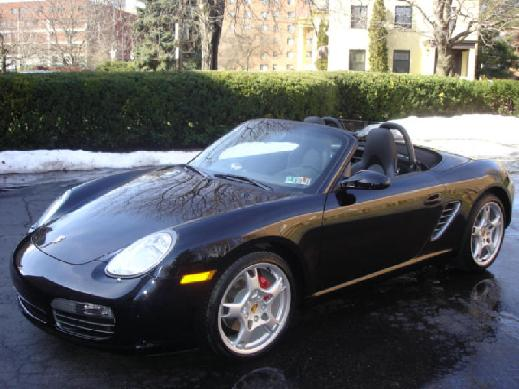
Porsche Boxster S (987), 2005, tweede generatie

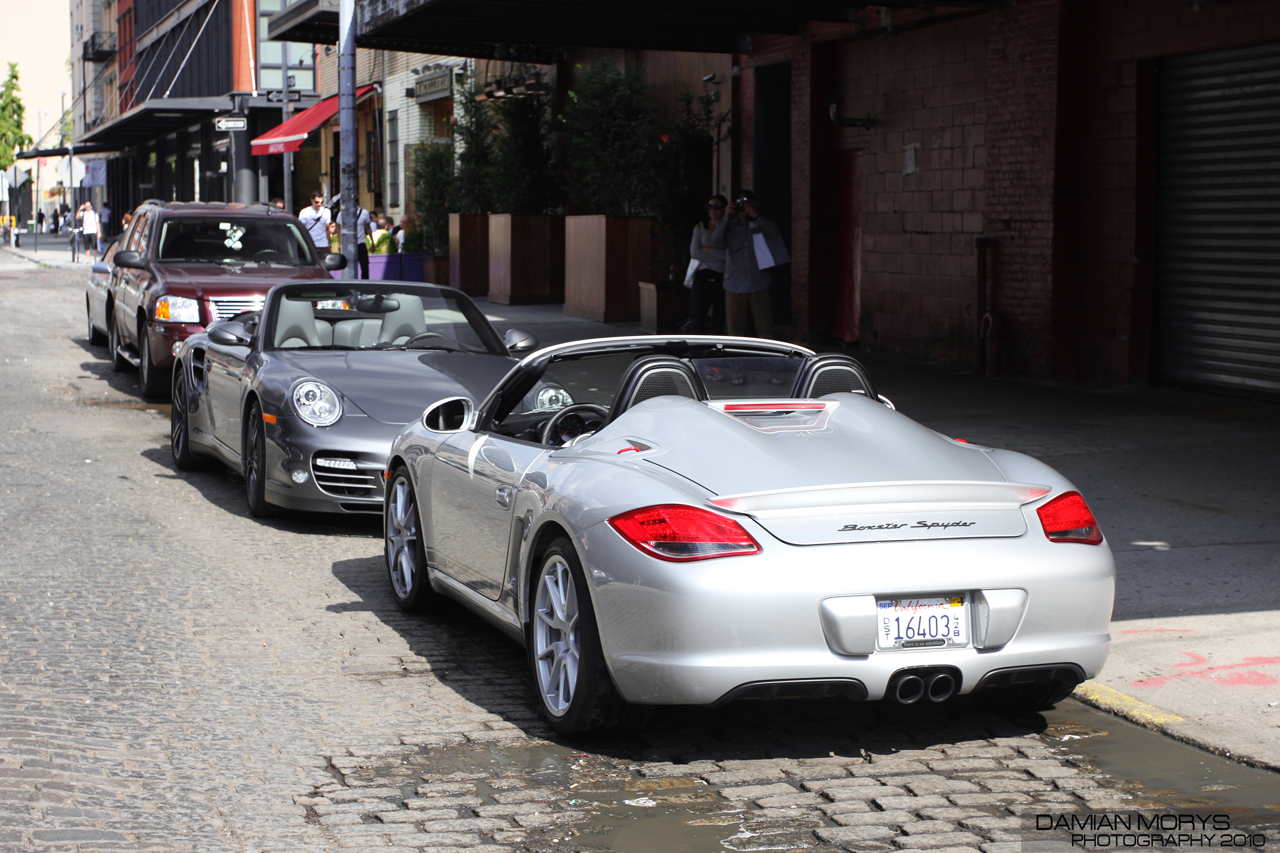
Porsche Boxster Spyder (987), tweede generatie

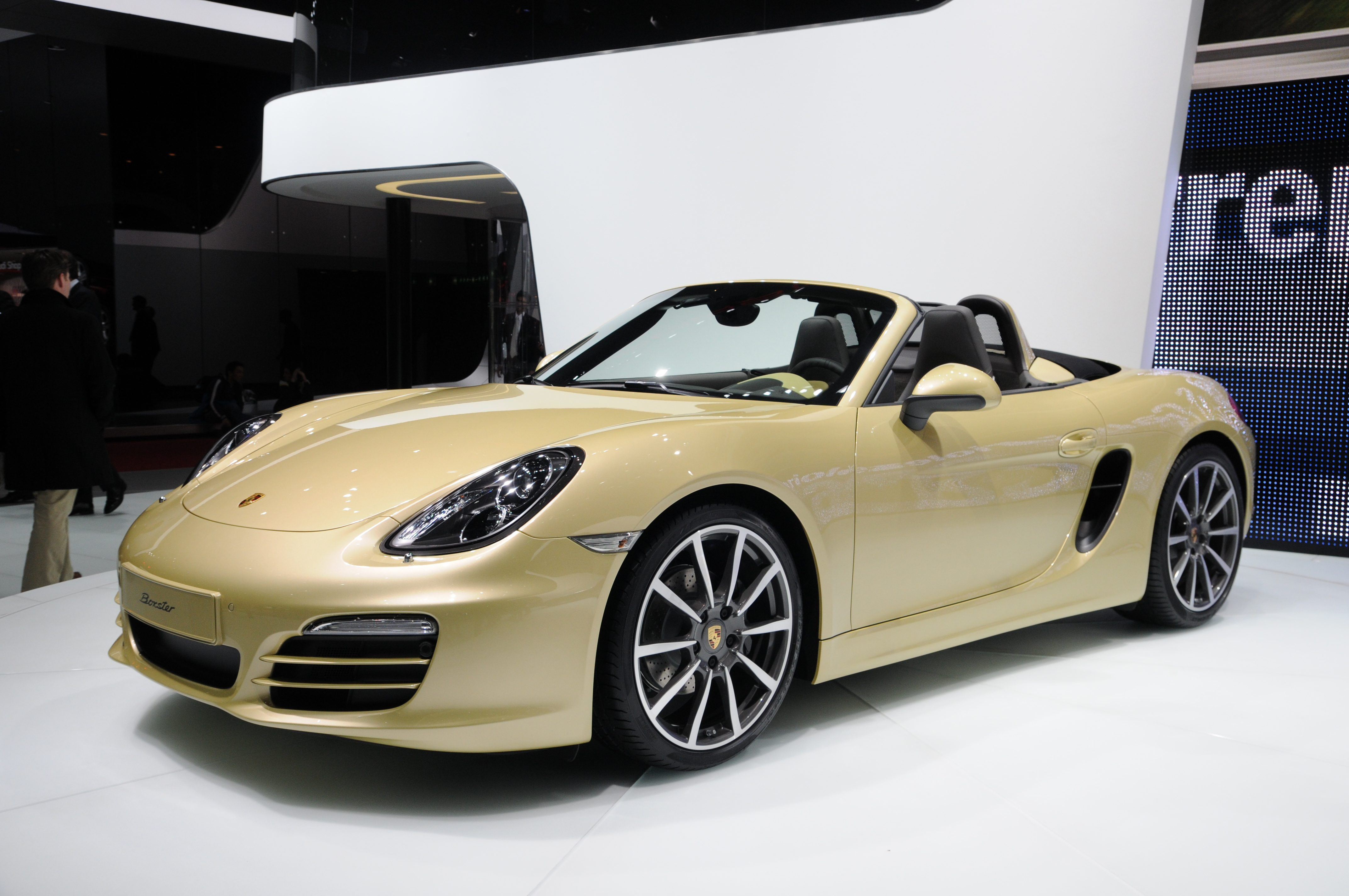
Porsche Boxster (981), 2012, derde generatie

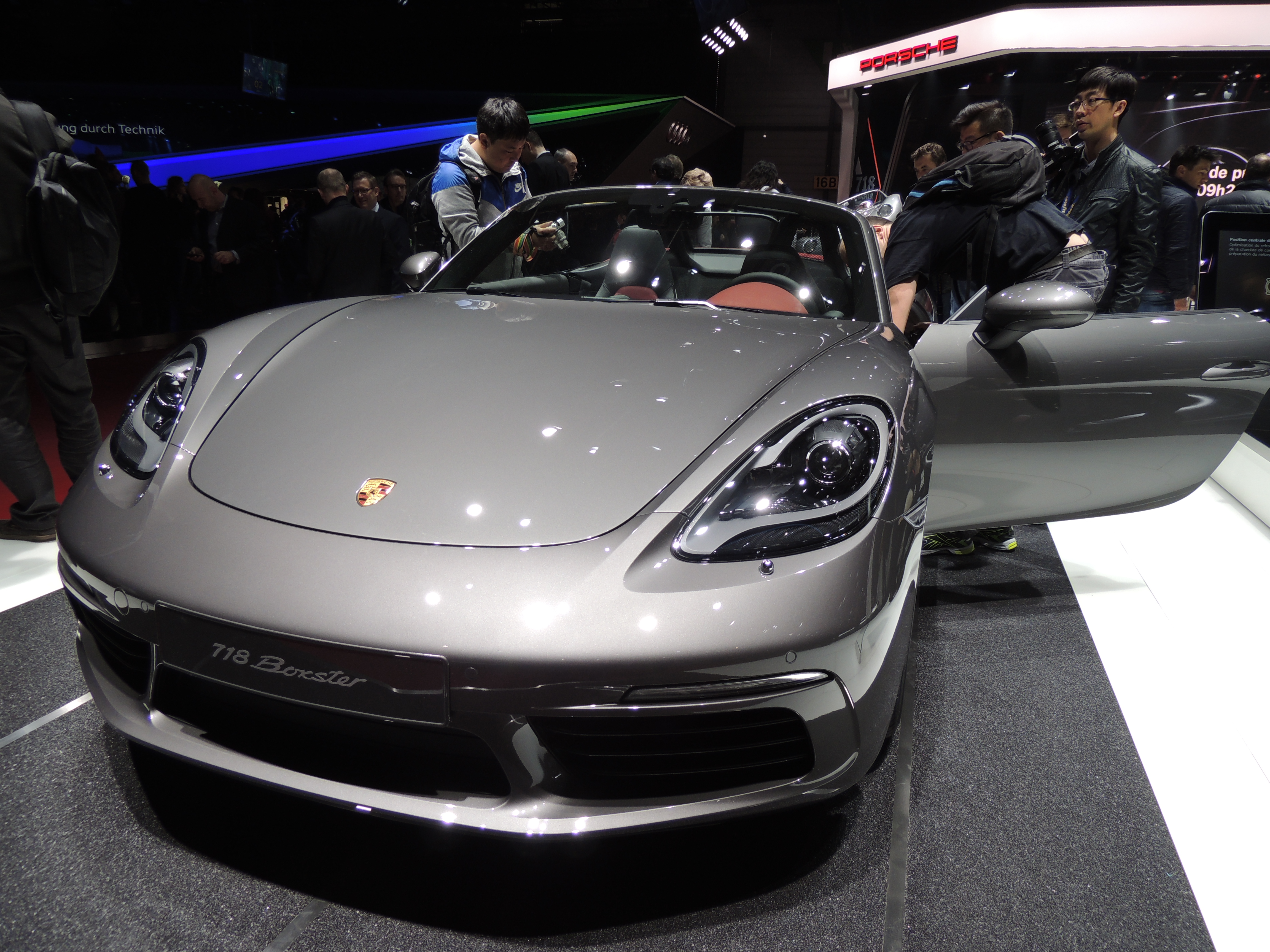
Porsche Boxster (718), 2016, vierde generatie

De Porsche Boxster (S) is een tweepersoonssportwagen van de Duitse sportwagenfabrikant Porsche met softtop. Hij heeft een middenmotor net achter de inzittenden en achterwielaandrijving.

De naam "Boxster" is een samentrekking van boxer (boxermotor) en roadster.
De Boxster is qua styling gebaseerd op de Porsche 550 uit 1956, (een styling element dat van de 550 is overgenomen is de centrale geplaatste uitlaat).

## Eerste generatie (fabriekscode: 986)
Een studiemodel van de Boxster werd begin 1993 op de autoshow in Detroit gepresenteerd. De eerste generatie van de auto kwam in augustus 1996 op de markt.
Met dit model wilde Porsche een goedkoper model (onder de 911) in de markt zetten. Er werd gebruik gemaakt van een zescilinder boxermotor en achterwielaandrijving. De Boxster is een onverwacht succes gebleken voor de fabrikant wat betreft verkoopcijfers.
De eerste generatie, (fabriekstypenummer) '986', beschikte over een 2,5 liter motor die 204 pk levert. Na een facelift in 1999 werd de Boxster S aan het gamma toegevoegd. Deze kreeg een grotere 3,2 liter motor die 252 pk leverde. Het basismodel kreeg een 2,7 liter in de plaats en dat zorgde voor 220 pk.

## Tweede generatie (fabriekscode: 987)
In 2004 lanceerde Porsche het nieuwe model Boxster, de '987'. Deze had een zescilinder boxermotor van 2,7 liter met 240 pk (Boxster) of een 3,2 liter met 280 pk (Boxster S). De nieuwe Boxster kreeg de looks van de Porsche 997 mee en paste zo in het vernieuwde concept van Porsche. Er kwam ook een coupé-versie van de Boxster beschikbaar met een 3,4 liter boxermotor met 295 pk die Cayman S werd genoemd. Enige tijd na de introductie van dit model kreeg ook de Boxster S de nieuwe 3,4 liter motor. In het laatste jaar is hiervan werd een "spyder" versie gebouwd, met een 3,4 liter motor die 320 pk leverde. De Spyder kenmerkte zich door gewichtsbesparingen in de vorm van een handmatig opvouwbaar dak en een gewelfde achterzijde.

### Porsche Boxster RS 60 Spyder
Er werden 1960 stuks geproduceerd als Porsche Boxster RS 60 Spyder.

## Derde generatie (fabriekscode: 981)
Vanaf voorjaar 2012 werd de derde generatie Boxster geproduceerd, de '981'. De auto wordt met een motor van 2,7 (Boxster), 3,4 liter (Boxster S en GTS) en 3,8 liter (Boxster Spyder) aangeboden. De 2,7 motor leverde 265 pk, de 3,4 liter motor 315 pk in de S versie en 330 pk in de GTS. De Boxster Spyder beschikte over 375 pk en was alleen leverbaar met een handgeschakelde versnellingsbak. De 981 was de laatste versie van de Boxster met een zescilinder motor zonder turbo.

## Vierde generatie (fabriekscode: 982) "718"
In januari 2016 werd de vierde generatie, de '982' gelanceerd. Porsche koos ervoor om het model "718 Boxster" te noemen; een verwijzing naar de Porsche 718. Nieuwe viercilinder motoren met turbo werden geïntroduceerd. De motor had een cilinderinhoud van 2,0 liter en leverde een vermogen van 220 kW/300 pk. De Boxster S had een 2,5-liter motor met een vermogen van 257 kW/350 pk. De acceleratie van 0 naar 100 km/h van de Boxster met PDK en Sport Chrono Pakket ging in 4,7 seconden. De 718 Boxster S met dezelfde uitrusting deed dit in 4,2 seconden.